# Episodi di L'ora di Hitchcock (terza stagione)

la sigla usata nelle ultime due stagioni.

La terza stagione della serie televisiva L'ora di Hitchcock è composta da 29 episodi, trasmessi tra il 5 ottobre 1964 e il 10 maggio 1965. Se la voce Titolo italiano è vuota, vuol dire che l'episodio non è mai stato trasmesso né pubblicato in italiano.
| nº | Titolo originale                    | Titolo italiano                     | Prima TV USA     | Prima TV Italia |
| -- | ----------------------------------- | ----------------------------------- | ---------------- | --------------- |
| 1  | Return of Verge Likens              | La vendetta                         | 5 ottobre 1964   | -               |
| 2  | Change of Address                   | Doppio fondo                        | 12 ottobre 1964  | -               |
| 3  | Water's Edge                        | Sulla riva del lago                 | 19 ottobre 1964  | -               |
| 4  | The Life Work of Juan Diaz          | Il lavoro più riuscito di Juan Diaz | 26 ottobre 1964  | -               |
| 5  | See the Monkey Dance                | La scimmia che balla                | 9 novembre 1964  | -               |
| 6  | Lonely Place                        | Tre dollari al giorno               | 16 novembre 1964 | -               |
| 7  | The McGregor Affair                 | Il mistero della cassa              | 23 novembre 1964 | -               |
| 8  | Misadventure                        | -                                   | 7 dicembre 1964  | -               |
| 9  | Triumph                             | -                                   | 14 dicembre 1964 | -               |
| 10 | Memo from Purgatory                 | Rapporto dall'inferno               | 21 dicembre 1964 | -               |
| 11 | Consider Her Ways                   | Le formiche del futuro              | 28 dicembre 1964 | -               |
| 12 | Crimson Witness                     | -                                   | 4 gennaio 1965   | -               |
| 13 | Where the Woodbine Twineth          | Gli amici invisibili                | 11 gennaio 1965  | -               |
| 14 | Final Performance                   | L'ultima replica                    | 18 gennaio 1965  | -               |
| 15 | Thanatos Palace Hotel               | La morte in vacanza                 | 1º febbraio 1965 | -               |
| 16 | One of the Family                   | -                                   | 8 febbraio 1965  | -               |
| 17 | An Unlocked Window                  | -                                   | 15 febbraio 1965 | -               |
| 18 | The Trap                            | Trappola                            | 22 febbraio 1965 | -               |
| 19 | Wally the Beard                     | -                                   | 1º marzo 1965    | -               |
| 20 | Death Scene                         | -                                   | 8 marzo 1965     | -               |
| 21 | The Photographer and the Undertaker | -                                   | 15 marzo 1965    | -               |
| 22 | Thou Still Unravished Bride         | -                                   | 22 marzo 1965    | -               |
| 23 | Completely Foolproof                | Sicuro al cento per cento           | 29 marzo 1965    | -               |
| 24 | Power of Attorney                   | -                                   | 5 aprile 1965    | -               |
| 25 | The World's Oldest Motive           | -                                   | 12 aprile 1965   | -               |
| 26 | The Monkey's Paw--A Retelling       | -                                   | 19 aprile 1965   | -               |
| 27 | The Second Wife                     | -                                   | 26 aprile 1965   | -               |
| 28 | Night Fever                         | -                                   | 3 maggio 1965    | -               |
| 29 | Off Season                          | -                                   | 10 maggio 1965   | -               |

## La vendetta
- Titolo originale: Return of Verge Likens
- Diretto da: Arnold Laven
- Scritto da: James Bridges (scenegg.), novella di Davis Grubb

### Trama
- Interpreti: Peter Fonda (Verge Likens), Robert Emhardt (Riley McGrath),  George Lindsey (D.D. Martin) e Richard Anderson

## Doppio fondo
- Titolo originale: Change of Address
- Diretto da: David Friedkin
- Scritto da: David Friedkin (scenegg.), storia di Andrew Benedict

### Trama
- Interpreti: Arthur Kennedy (Keith Hollands), Phyllis Thaxter (Elsa Hollands), Tisha Sterling (Rachel) e Royal Dano (Mr. Miley)

## Sulla riva del lago
- Titolo originale: Water's Edge
- Diretto da: Bernard Girard
- Scritto da: Alfred Hayes (scenegg.), novella di Robert Bloch

### Trama
- Interpreti: Ann Sothern (Helen Cox), John Cassavetes (Rusty Connors)

## Il lavoro più riuscito di Juan Diaz
- Titolo originale: The Life Work of Juan Diaz
- Diretto da: Norman Lloyd
- Scritto da: Ray Bradbury
- Musiche di: Bernard Herrmann

### Trama
- Interpreti: Alejandro Rey (Juan Diaz), Frank Silvera (Alejandro)

## La scimmia che balla
- Titolo originale: See the Monkey Dance
- Diretto da: Joseph M. Newman
- Scritto da: Lewis Davidson

### Trama
- Interpreti: Efrem Zimbalist Jr. (straniero), Roddy McDowall (George), Patricia Medina (moglie)

## Tre dollari al giorno
- Titolo originale: Lonely Place
- Diretto da: Harvey Hart
- Scritto da: Francis Gwaltney (scenegg.), da una storia di C.B. Gilford

### Trama
- Interpreti: Teresa Wright (Stella), Bruce Dern (Jesse)

## Il mistero della cassa
- Titolo originale: The McGregor Affair
- Diretto da: David Friedkin
- Scritto da: Morton S. Fine (scenegg.), da una storia di Sidney Rowland
- Musiche di: Bernard Herrmann

### Trama
- Interpreti: Andrew Duggan (John McGregor), Elsa Lanchester (Aggie McGregor)

## Misadventure
- Diretto da: Joseph M. Newman
- Scritto da: Lewis Davidson
- Musiche di: Bernard Herrmann

### Trama
- Interpreti: Barry Nelson (Colin), George Kennedy (George Martin)

## Triumph
- Diretto da: Harvey Hart
- Scritto da: Arthur A. Ross (scenegg.), novella di Robert Branson

### Trama
- Interpreti: Ed Begley (Thomas Fitzgibbons), Jeanette Nolan (Mary Fitzgibbons)

## Rapporto dall'inferno
- Titolo originale: Memo from Purgatory
- Diretto da: Joseph Pevney
- Scritto da: Harlan Ellison

### Trama
- Interpreti: James Caan, Walter Koenig

## Le formiche del futuro
- Titolo originale: Consider Her Ways
- Diretto da: Robert Stevens
- Scritto da: Oscar Millard (scenegg.), da una storia di John Wyndham

### Trama
In un indeterminato futuro, un virus aveva sterminato tutti gli uomini, mentre le donne erano sopravvissute. 
Per potersi riprodurre, assicurando così la continuità della specie, le donne avevano trovato una soluzione imitando il modello di vita delle formiche. 
Si erano così creati vari ruoli: oltre a donne intellettuali, con ruoli di comando e aspetto "normale", vi erano anche imponenti donne soldato alte circa due metri, inservienti nane e infine le madri, dal ventre enorme che rendeva molto difficoltosi i loro movimenti, destinate a procreare 6-7 bambine per volta. 
- Interpreti: Gladys Cooper, Barbara Barrie

## Crimson Witness
- Diretto da: David Friedkin
- Scritto da: David Friedkin (scenegg.), da una storia di Nigel Elliston

### Trama
- Interpreti: Peter Lawford, Martha Hyer

## Gli amici invisibili
- Titolo originale: Where the Woodbine Twineth
- Diretto da: Alf Kjellin
- Scritto da: James Bridges (scenegg.), novella di Davis Grubb

### Trama
La piccola Eva è affidata al Capitano King Snyder e a sua figlia Nell dopo la morte dei genitori. Mentre il Capitano è impegnato lontano da casa, Nell prova invano a tenere a bada Eva, che passa il tempo a giocare e parlare con degli amici immaginari. Al suo ritorno il Capitano regala a Eva una bambola dalla pelle scura di nome Numa. Nell ascolta Eva dialogare con Numa, presupponendo però che si tratti di una bimba del vicinato.
Nell ripone Numa sopra un pianoforte, cosicché Eva non possa afferrarla. La bambina però riesce a prenderla facendo suonare il pianoforte. In questo momento Nell trova Eva in giardino, in compagnia di una bambina dalla pelle scura, che la donna scaccia con veemenza. Eva sparisce, ma viene ritrovata da Nell in un posto inaspettato...
- Interpreti: Margaret Leighton

## L'ultima replica
- Titolo originale: Final Performance
- Diretto da: John Brahm
- Scritto da: Clyde Ware (scenegg.), novella di Robert Bloch

### Trama
- Interpreti: Franchot Tone

## La morte in vacanza
- Titolo originale: Thanatos Palace Hotel
- Diretto da: László Benedek
- Scritto da: Arthur A. Ross (scenegg.), novella di André Maurois

### Trama
- Interpreti: Angie Dickinson

## One of the Family
- Diretto da: Joseph Pevney
- Scritto da: Oscar Millard (scenegg.), novella di James Yaffe

### Trama
- Interpreti: Lilia Skala

## An Unlocked Window
- Diretto da: Joseph M. Newman
- Scritto da: James Bridges (scenegg.), novella di Ethel Lina White
- Musiche di: Bernard Herrmann

### Trama
- Interpreti: Dana Wynter, T.C. Jones

## Trappola
- Titolo originale: The Trap
- Diretto da: John Brahm
- Scritto da: Lee Kalcheim (scenegg.), novella di Stanley Abbott

### Trama
- Interpreti: Anne Francis

## Wally the Beard
- Diretto da: James H. Brown
- Scritto da: Arthur A. Ross (scenegg.), novella di Stanley Abbott

### Trama
- Interpreti: Larry Blyden

## Death Scene
- Diretto da: Harvey Hart
- Scritto da: James Bridges (scenegg.), novella di Helen Nielsen

### Trama
- Interpreti: Vera Miles, John Carradine

## The Photographer and the Undertaker
- Diretto da: Alex March
- Scritto da: Alfred Hayes

### Trama
- Interpreti: Jack Cassidy

## Thou Still Unravished Bride
- Diretto da: David Friedkin
- Scritto da: David Friedkin (scenegg.), novella di Avram Davidson

### Trama
- Interpreti: David Carradine

## Sicuro al cento per cento
- Titolo originale: Completely Foolproof
- Diretto da: Alf Kjellin
- Scritto da: Anthony Terpiloff (scenegg.), novella di Andrew Benedict

### Trama
- Interpreti: J. D. Cannon

## Power of Attorney
- Diretto da: Harvey Hart
- Scritto da: James Bridges (scenegg.), novella di Selwyn Jepson

### Trama
- Interpreti: Richard Johnson, Geraldine Fitzgerald

## The World's Oldest Motive
- Diretto da: Harry Morgan
- Scritto da: Lewis Davidson (scenegg.), novella di Larry M. Harris

### Trama
- Interpreti: Henry Jones, Robert Loggia

## The Monkey's Paw--A Retelling
- Diretto da: Robert Stevens
- Scritto da: David Friedkin, Morton S. Fine e Anthony Terpiloff (scenegg.), novella di W.W. Jacobs

### Trama
- Interpreti: Leif Erickson

## The Second Wife
- Diretto da: Joseph M. Newman
- Scritto da: Robert Bloch

### Trama
- Interpreti: John Anderson, June Lockhart

## Night Fever
- Diretto da: Herbert Coleman
- Scritto da: Gilbert Ralston (scenegg.), novella di Clark Howard

### Trama
- Interpreti: Colleen Dewhurst, Tom Simcox

## Off Season
- Diretto da: William Friedkin
- Scritto da: Edward D. Hoch (scenegg.), novella di Robert Bloch

### Trama
- Interpreti: John Gavin, Richard Jaeckel